# Emmanuel de Grouchy
Emmanuel, markies de Grouchy (Parijs, 23 oktober 1766 - Saint-Étienne, 29 mei 1847) was een van Napoleons maarschalken.

## Familie
Hij was de oudste zoon van de markies François Jacques de Grouchy (1715-1808) en van Gilberte Fréteau (rond 1740-1793). Via zijn vader stamde hij uit een oude adellijke familie. Via zijn zussen stond hij in contact met beroemde personen. Zijn zus Sophie de Grouchy huwde in 1786 met de filosoof en politicus, markies de Condorcet (1743-1794) en zijn zus Charlotte Félicité de Grouchy (1768 Condécourt-1844) huwde in 1796 Pierre Jean Georges Cabanis (1757-1808).

## Carrière
Hij was een officier van het koninklijk leger, en van adel, maar ondersteunde loyaal de Franse Revolutie. Tijdens de opstand in de Vendée verdedigde hij met succes de stad Nantes tegen de opstandelingen.
Grouchy raakte in 1806 gewond in de Slag bij Eylau en onderscheidde zich in 1807 in de Slag bij Friedland, waarvoor hij benoemd werd tot Grootkruis  in het Franse Legioen van Eer.
In 1809 speelde hij een belangrijke rol in de Slag bij Wagram. In de Russische campagne van 1812 commandeerde hij het 3e Cavaleriecorps. Later werd hij benoemd tot bevelhebber van het légion sacrée dat keizer Napoleon op de terugtocht uit Rusland beschermde.
Na de nederlaag van Napoleon zwoer Grouchy trouw aan Lodewijk XVIII, die hem tot inspecteur-generaal van de cavalerie benoemde. Toen Napoleon echter van Elba terugkeerde, schaarde Grouchy zich weer aan zijn zijde.
Op 16 juni 1815, twee dagen vóór de slag bij Waterloo, leverde hij een waardevolle bijdrage aan de overwinning op het Pruisische leger in de Slag bij Ligny.

### Grouchy en zijn aandeel in de Franse nederlaag te Waterloo
Napoleon zond Grouchy vervolgens met een detachement van ongeveer 30.000 man eropuit om de terugtrekkende Pruisen te achtervolgen. Het was de eerste maal dat Grouchy, een cavalerieofficier, de beschikking kreeg over vier korpsen. Hij was pas benoemd tot maarschalk.
De initiële opdracht van Grouchy bestond erin de Pruisen te achtervolgen richting Gembloers en Namen. In Namen lagen immers Blüchers voorraden opgeslagen.
Rond tien uur schreef de keizer een nieuw bevel uit en liet het door een koerier aan Grouchy bezorgen. Hierin stond: 

Zijne majesteit verlangt dat u uw troepen in beweging zet richting Waver en dat u de korpsen van het Pruisisch leger voor u uitdrijft, die deze richting zijn ingeslagen en halt zouden kunnen houden te Waver, waar u zo spoedig mogelijk dient te arriveren.

 Napoleon vergat daarbij dat het een aantal uren zou duren vooraleer Grouchy deze order zou ontvangen en intussen zijn opmars voortzette. Rond 13u realiseerde de keizer zich dat de Pruisen een bedreiging vormden voor zijn rechtervleugel. Grouchy kon onmogelijk tegen die tijd het slagveld te Waterloo bereiken. Grouchy had de orders kunnen negeren zoals zijn korpscommandanten dat vroegen maar hij was net benoemd tot maarschalk en koos ervoor de bevelen van Napoleon strikt op te volgen. Hij bleef de Pruisen achtervolgen in noordoostelijke richting terwijl ze in werkelijkheid naar het noorden trokken en wel op tijd aankwamen op het slagveld.
Toch is Grouchy bij het nageslacht voornamelijk bekend als degene die de fatale blunder maakte in de Waterloo-veldtocht. Dat was het gevolg van de versie die Napoleon later gaf over het verloop van de veldslag en over de oorzaak van zijn nederlaag. Grouchy verdedigde zich tegen deze beschuldiging in zijn memoires en zijn nakomelingen vochten om zijn eerherstel.

Grouchy, qui s’en était tenu strictement aux instructions de Napoléon, fut rendu responsable par celui-ci du désastre de Waterloo, et cette vision des événements a été reprise avec emphase par nombre d’historiens français nationalistes et l’un de ceux-ci, le baron Ernouf, écrivit dans la Revue Contemporaine en 1862 : “C’est à bon droit que l’éternelle rancune de la France pèse sur cette mémoire infortunée”. Le fils et le petit-fils de Grouchy s’efforcèrent de le réhabiliter aux yeux de la postérité en publiant ses écrits, et notamment cinq volumes de “Mémoires”

Grouchy, die zich strikt hield aan de orders van Napoleon, werd door hem verantwoordelijk gehouden voor de catastrofe van Waterloo, en deze visie van de evenementen werd met nadruk overgenomen door de nationalistische Franse geschiedschrijvers en een van hen, baron Ernouf, schreef in de Revue Contemporaine in 1862: "Het is het goed recht dat de eeuwige rancune van Frankrijk rust op deze ongelukkige herinnering" De zoon en kleinzoon van Grouchy bemoeiden zich om hem te rehabiliteren in de ogen van het nageslacht door zijn geschriften te publiceren, namelijk vijf volumes “Mémoires”

### De slag bij Waver en verdere levensloop
De overwinning die Grouchy op 19 juni in de Slag bij Waver behaalde op een detachement van de Pruisische achterhoede verandert niets aan de catastrofe van de vorige dag. Het is echter wel voor een groot deel aan de inspanningen van Grouchy te danken dat de resten van het Franse leger zich min of meer ordelijk op Frans grondgebied konden terugtrekken.
Na de nederlaag van Napoleon vergaf Lodewijk XVIII Grouchy zijn overlopen naar Napoleon niet. Een poging om hem ter dood te veroordelen door een militaire rechtbank mislukte. Hij verloor zijn maarschalkstitel en werd verbannen. Hij week uit naar de Verenigde Staten, waar hij vijf jaar verbleef. In 1820 kreeg Grouchy amnestie en het jaar daarop keerde hij naar Frankrijk terug. Onder koning Lodewijk Filips kreeg Grouchy weer volledig eerherstel.
Helemaal vergeven heeft het nageslacht hem niet; Grouchy is een van de weinige maarschalken van Frankrijk die nooit een straat of boulevard in Parijs naar zich vernoemd heeft gekregen. Zijn naam werd wel gebeiteld in de noordzijde van de Arc de Triomphe.
Louis Alexandre Berthier · Joachim Murat · Bon Adrien Jeannot de Moncey · Jean-Baptiste Jourdan · André Masséna · Pierre François Charles Augereau · Jean-Baptiste Bernadotte · Guillaume Brune · Nicolas Jean-de-Dieu Soult · Jean Lannes · Édouard Adolphe Casimir Joseph Mortier · Michel Ney · Louis Nicolas Davout · Jean-Baptiste Bessières · François Christophe Kellermann · François Joseph Lefebvre · Dominique-Catherine de Pérignon · Jean-Mathieu-Philibert Sérurier · Claude Victor-Perrin · Étienne Jacques Joseph Macdonald · Nicolas Charles Oudinot · Auguste de Marmont · Louis Gabriel Suchet · Laurent de Gouvion Saint-Cyr · Józef Poniatowski · Emmanuel de Grouchy
- Bibliothèque nationale de France: cb10723933z (data)
- Gemeinsame Normdatei: 100491987
- International Standard Name Identifier: 0000 0000 3074 8627
- Library of Congress Control Number: n94018806
- Base Léonore: LH//1210/49
- Nationale Bibliotheek van Tsjechië: jo20221147321
- Nationale Bibliotheek van Israël: 987007351782005171
- Nationale Bibliotheek van Polen: a0000002599860
- SNAC: w6xp7qqv
- Système universitaire de documentation: 091028442
- Virtual International Authority File: 27055645
- WorldCat: E39PBJcGqpxBg7P8rP8G4wBwYP